# بخور زار

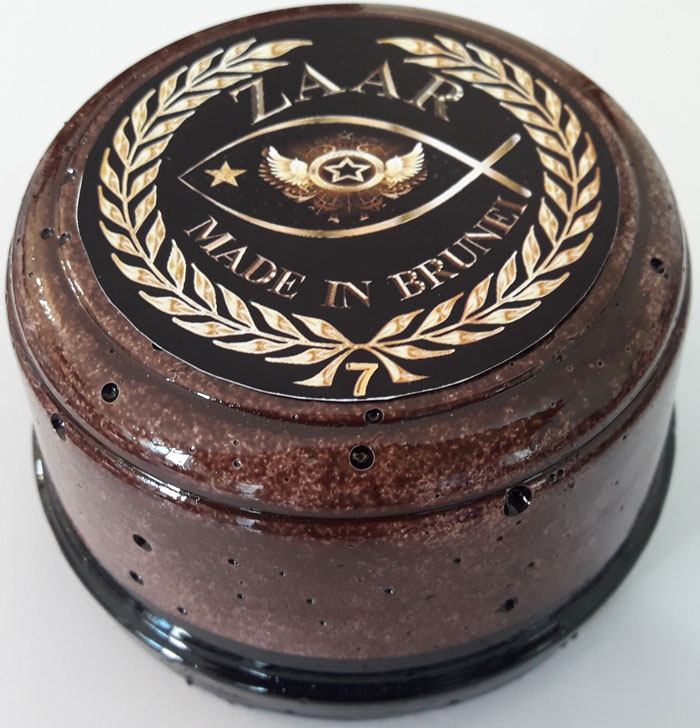
ظاهر بخور زار

بخور زار یا عود زار به معنای عود یا بخوری خوشبو برای موجودات ماورائی است. بخور زار متشکل از چندین برگ و ریشه گیاه و تنه درخت و روغن و سنگ مانندهای بسیاری است، بخور زار یک مادهٔ مهم در علم گیاه پزشکی عصر هخامنشیان و ماده ای مقدس در فرهنگ عصر قدیم یهود بشمار می‌آید. بخور زار دارای خواص پزشکی فراوانی همچون ترمیم بافتهای آسیب دیده مغز و نرمال کردن فعالیت سوخت و ساز بدن و تنظیم ضربان قلب و دود حاصل از آن تصفیه و زد غفونی کننده هوای محیط است. بخور زار مهمترین عامل در علوم فراطبیعی و کلید اصلی دعانویسی در یهود است. به لاتین oud zaar

## در ادبیات
- رودکی:

| تا صبر را نباشد شیرینی شکر |  | تا بید را نباشد بوی چو داربوی |

- نظامی:

| درون خرگه از بوی خجسته |  | بخور عود و عنبر کله بسته |

- منوچهری:

| هر کجا عود بود بوی خوش عود بود |  | ندهد بوی نه هر چوبی و نه هر حطبی |